# Линкольн (Иллинойс)
Ли́нкольн (англ. Lincoln, Illinois) — окружной центр округа Логан (штат Иллинойс, США). Впервые заселённый в 1830-х годах, это единственный город в Соединённых Штатах, который был назван в честь Авраама Линкольна до того, как он стал президентом; он занимался здесь юридической практикой с 1847 по 1859 год. В Линкольне имеются два колледжа и две тюрьмы, здесь также находится самый большой в мире крытый фургон переселенцев и множество других исторических достопримечательностей, расположенных вдоль трассы 66.
По данным переписи 2010 года население Линкольна составляло 14 504 человека.

## История
Город был официально назван 27 августа 1853 года в ходе необычной церемонии. Авраама Линкольна, помогавшего в планировке города и работавшего советником недавно проложенной железной дороги Чикаго и Миссисипи, попросили принять участие в церемонии наименования города. В этот день состоялась первая продажа участков в новом городе. Было продано 90 участков по цене от 40 до 150 долларов. Линкольн присутствовал на церемонии. Городская легенда гласит, что в полдень Линкольн купил два арбуза и принёс на площадь. Там он подозвал новых владельцев недвижимости, Лэтхэма, Хикокса и Джиллетта, сказав: «Теперь мы окрестим новый город», разбил арбуз и окропил землю арбузным соком. В легенде говорится также, что когда Линкольну предложили назвать город в его честь, он отказался, сказав, что по его опыту «ничто, носящее имя Линкольна, никогда не достигало больших результатов». Город Линкольн стал первым городом, названным в честь Авраама Линкольна, когда он был адвокатом и до того, как стал президентом США.
Колледж Линкольна (сертифицированный как университет Линкольна), частный четырёхлетний гуманитарный колледж, был основан в начале 1865 года и до 1929 года выдавал дипломы двухлетнего обучения. Новость о создании и названии колледжа была передана президенту Линкольну незадолго до его смерти. Линкольнский колледж стал единственным колледжем, названным в честь Линкольна при его жизни. Колледж располагает прекрасной коллекцией документов и артефактов, связанных с Авраамом Линкольном, которые хранятся в музее, открытом для широкой публики.
Город Линкольн был расположен непосредственно на трассе 66 с 1926 по 1978 годы. Это его вторичная туристическая тема после связи с Авраамом Линкольном.
Американский писатель Лэнгстон Хьюз провёл один год своей юности в Линкольне. Позже он напишет своей учительнице из Линкольна, рассказывая, что его писательская карьера началась там в восьмом классе, когда он был избран поэтом класса.
Американские богословы Райнхольд Нибур и Хельмут Ричард Нибур жили в Линкольне с 1902 года до окончания колледжа. Рейнгольд Нибур впервые стал пастором церкви, когда после смерти своего отца служил временным священником церкви Святого Иоанна Немецкого евангелического синода в Линкольне. Рейнгольд Нибур наиболее известен как автор Молитвы спокойствия.
В городе Линкольн находится каменное трёхэтажное здание суда округа Логан с куполом (1905 год). Это здание суда заменило более раннее здание суда округа Логан (построенное в 1858 году), где Линкольн когда-то занимался адвокатской практикой; прежнее здание сильно обветшало, и спасти его не удалось. Кроме того, в историческом центре Postville Courthouse находится копия здания суда округа Логан, построенная в 1953 году; Поствилль, первоначальный центр округа, потерял свой статус в 1848 году и был присоединен к Линкольну в 1860-х годах.
В Линкольне также находился Центр развития Линкольна (LDC) — государственное учреждение для лиц с отклонениями в развитии. Основанное в 1877 году, учреждение было одним из крупнейших работодателей округа Логан, пока не было закрыто в 2002 году бывшим губернатором Джорджем Райаном из-за опасений по поводу плохого обращения с пациентами. Несмотря на усилия некоторых законодателей штата Иллинойс вновь открыть LDC, учреждение остаётся закрытым.

## География
Линкольн расположен на шоссе I-55 (бывшее шоссе США 66), между Блумингтоном и Спрингфилдом. Кроме того, в городе проходят шоссе 10 и 121 штата Иллинойс. Шоссе 121 Иллинойса заканчивается возле Эмдена (штат Иллинойс), на пересечении с шоссе США 136.
Согласно переписи населения 2010 года, общая площадь Линкольна составляет 16,58 км2. Amtrak ежедневно обслуживает станцию Линкольн с помощью маршрутов Линкольн-Сервис и Texas Eagle. Обслуживание состоит из четырёх рейсов Lincoln Service туда и обратно между Чикаго и Сент-Луисом и одного рейса Texas Eagle туда и обратно между Сан-Антонио и Чикаго. Три дня в неделю Texas Eagle следует в Лос-Анджелес. Через город проходят линии железных дорог Union Pacific и Canadian National. Неподалёку находятся ручей Солт (приток реки Сангамон) и государственный заповедник рыбы и дикой природы имени Эдварда Р. Мэдигана.

### Климат
В Линкольне влажный континентальный климат (Кёппен: Dfa). Среднемесячные значения колеблются от −3,3 °C в январе до 23,7 °C в июле. В городе 126 дней ниже нуля и 24 дня выше 32 °C. Поскольку средний рекордный минимум составляет −24 °C по данным XMACIS, он находится в зоне устойчивости растений USDA 5b.
Самая высокая температура была зарегистрирована 15 июля 1936 года (45 °C), а самая низкая 15 января 1927 года (-37 °C).
| Показатель                    | Янв. | Фев. | Март | Апр. | Май  | Июнь | Июль | Авг. | Сен. | Окт. | Нояб. | Дек. | Год   |
| ----------------------------- | ---- | ---- | ---- | ---- | ---- | ---- | ---- | ---- | ---- | ---- | ----- | ---- | ----- |
| Абсолютный максимум, °C       | 21   | 24   | 30   | 34   | 39   | 41   | 45   | 41   | 40   | 35   | 28    | 22   | 45    |
| Средний суточный максимум, °C | 1,4  | 4,2  | 10,9 | 18,0 | 23,8 | 28,5 | 29,7 | 28,9 | 26,2 | 19,1 | 10,8  | 4,0  | 17,1  |
| Средняя температура, °C       | −3,3 | −0,8 | 5,2  | 11,4 | 17,6 | 22,4 | 23,7 | 22,6 | 19,1 | 12,3 | 5,4   | −0,5 | 11,2  |
| Средний суточный минимум, °C  | −7,9 | −5,8 | −0,5 | 4,9  | 11,3 | 16,3 | 17,7 | 16,3 | 11,9 | 5,4  | 0,0   | −4,9 | 5,4   |
| Абсолютный минимум, °C        | −37  | −31  | −26  | −18  | −4   | 2    | 5    | 2    | −6   | −14  | −19   | −34  | −37   |
| Среднее число дней с осадками | 9,3  | 8,9  | 10,5 | 11,8 | 12,5 | 10,5 | 8,8  | 8,7  | 8,0  | 9,7  | 9,5   | 9,7  | 117,9 |
| Норма осадков, мм             | 55   | 49   | 69   | 108  | 111  | 106  | 125  | 88   | 84   | 87   | 73    | 58   | 1012  |
| Источник: NOAA                |      |      |      |      |      |      |      |      |      |      |       |      |       |

## Демография
| Год переписи                    | Нас.  |        | %±    |
| ------------------------------- | ----- | ------ | ----- |
| 1880                            | 5639  |        | —     |
| 1890                            | 6725  |        | 19,3% |
| 1900                            | 8962  |        | 33,3% |
| 1910                            | 10892 |        | 21,5% |
| 1920                            | 11882 |        | 9,1%  |
| 1930                            | 12855 |        | 8,2%  |
| 1940                            | 12752 |        | −0,8% |
| 1950                            | 14362 |        | 12,6% |
| 1960                            | 16890 |        | 17,6% |
| 1970                            | 17582 |        | 4,1%  |
| 1980                            | 16327 |        | −7,1% |
| 1990                            | 15418 |        | −5,6% |
| 2000                            | 15369 |        | −0,3% |
| 2010                            | 14504 |        | −5,6% |
| 2019                            | 13524 | [ 22 ] | −6,8% |
| 1880–2019 U.S. Decennial Census |       |        |       |

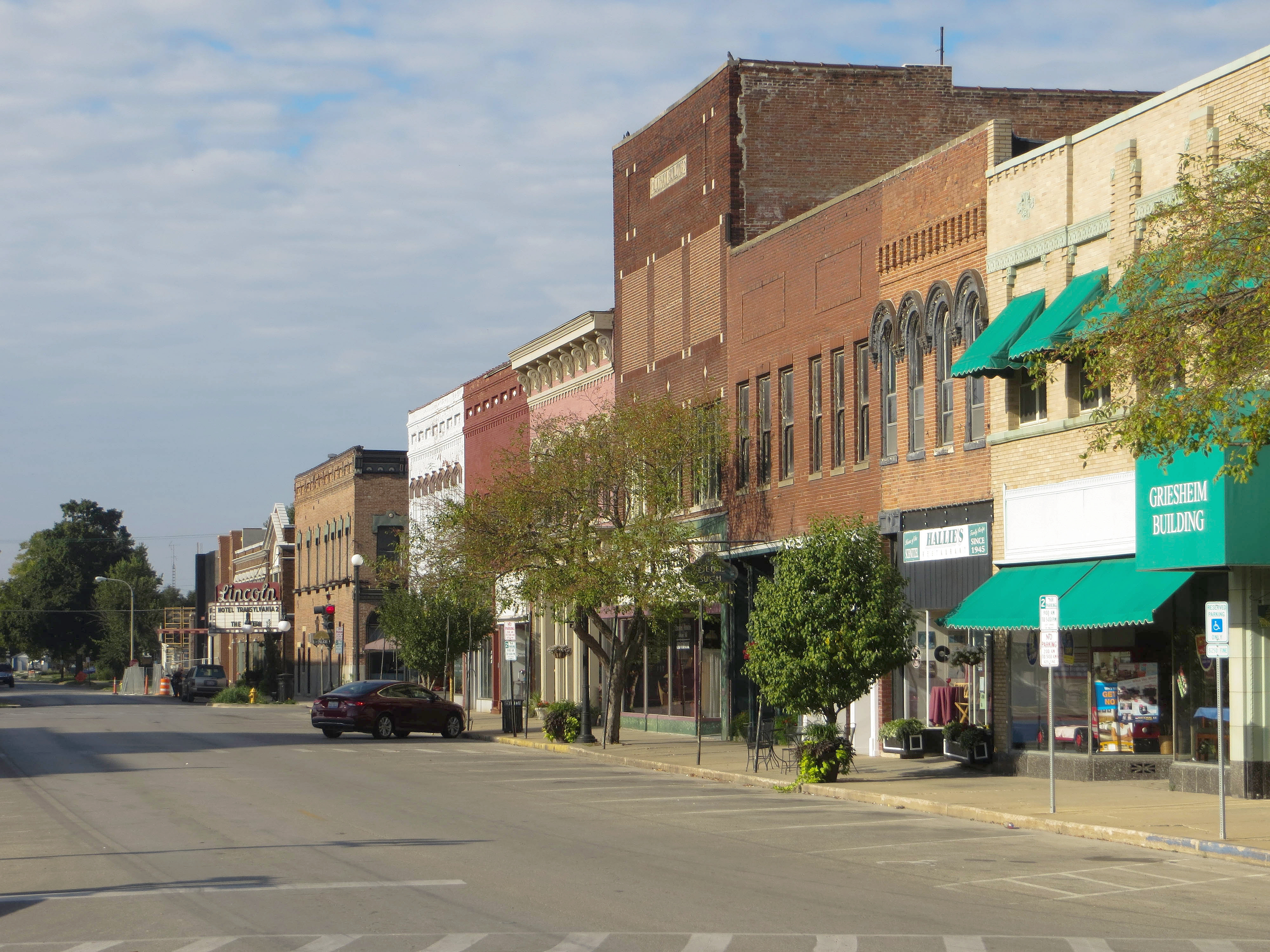
Кикапу-стрит в Линкольне

По данным переписи населения США 2010 года, в Линкольне проживало 14 504 человека. Среди не испаноговорящего населения насчитывалось 13 262 белых (91,4 %), 528 чёрных (3,6 %), 118 азиатов (0,8 %) и 227 представителей двух или более рас. Латиноамериканцев насчитывалось 336 человек (2,3 %).
Насчитывалось 5877 домохозяйств, из которых в 29,1 % проживали дети до 18 лет, в 41,1 % — супружеские пары, проживающие вместе, в 8,4 % — женщина с детьми и без мужа, и 40,1 % — несемейные домохозяйства. 33,9 % всех домохозяйств состояли из отдельных лиц, а в 29,7 % проживали люди в возрасте 65 лет и старше. Средний размер домохозяйства составлял 2,25, а средний размер семьи — 2,83 человека.
По возрасту население распределялось так: 78,5 % — старше 18 лет и 17,6 % — старше 65 лет. Медианный возраст составлял 38,0 лет. Гендерное соотношение составляло 47,9 % мужчин и 52,1 % женщин. Среди 5877 занятых домохозяйств 64,6 % занимали владельцы и 35,4 % — арендаторы.
По данным переписи 2000 года, в городе проживало 15 369 человек, насчитывалось 5965 домохозяйств и 3692 семьи. Плотность населения составляла 1002,4/км2. Имелась 6391 единица жилья при средней плотности 416,8/км2. Расовый состав города состоял из 94,79 % белых, 2,82 % афроамериканцев, 0,16 % коренных американцев, 0,89 % азиатов, 0,03 % жителей тихоокеанских островов, 0,45 % представителей других рас и 0,86 % представителей двух или более рас. Латиноамериканцы составляли 1,19 % населения.
Было зарегистрировано 5965 домохозяйств, из которых в 28,4 % проживали дети в возрасте до 18 лет, 46,7 % составляли супружеские пары, проживающие вместе, 11,6 % незамужняя женщина, а 38,1 % домохозяйств были несемейными. 33,1 % всех домохозяйств состояли из отдельных лиц, а в 15,8 % проживал один человек в возрасте 65 лет и старше. Средний размер домохозяйства составлял 2,28, а средний размер семьи — 2,89.
Население города было распределено по возрасту: 21,6 % моложе 18 лет, 13,8 % от 18 до 24 лет, 26,4 % от 25 до 44 лет, 21,5 % от 45 до 64 лет и 16,7 % в возрасте 65 лет и старше. Медианный возраст составил 37 лет. На каждые 100 женщин приходилось 90,8 мужчин. На каждые 100 женщин в возрасте 18 лет и старше приходилось 86,9 мужчин.
Средний доход домохозяйства в городе составил $34 435, а средний доход семьи — $45 171. Медианный доход мужчин составил $33 596, а женщин — $22 500. Доход на душу населения в городе составляет $17 207. Около 8,5 % семей и 10,7 % населения находились за чертой бедности, включая 13,9 % лиц моложе 18 лет и 8,7 % лиц в возрасте 65 лет и старше.

## Экономика
Почтовая служба США управляет почтовым отделением Линкольна.
Исправительный центр Логан Департамента исправительных учреждений штата Иллинойс расположен на невключённой территории в округе Логан, недалеко от Линкольна.
Компания Cresco Labs открыла в Линкольне свой участок по выращиванию наркотической конопли и обеспечила более 250 рабочих мест, потерянных после закрытия завода по производству бутылок. Конопляная ферма стала неотъемлемым фактором экономики Линкольна. Предприятие Cresco Labs в Линкольне является крупнейшим в штате местом выращивания каннабиса. Общая площадь культивирования конопли на участках компании достигает около 2 гектар на всех трёх предприятиях компании в Иллинойсе.

## Образование
- Линкольнский христианский университет
- Линкольнский колледж
- Средняя школа сообщества Линкольн[англ.]

## Известные личности
- Скотт Олтман, астронавт НАСА и командир космического корабля «Колумбия»;
- Брайан Кук[англ.], нападающий пяти команд НБА;
- Генри Дарджер, писатель и художник;
- Уильям Гейл[англ.], представитель штата Иллинойс и мэр Линкольна;
- Лэнгстон Хьюз, поэт, прозаик, драматург;
- Терри Кинни, актёр, соучредитель Театральной компании Steppenwolf[англ.];
- Дэвид Литтлер[англ.], законодатель и юрист штата Иллинойс;
- Эдвард Мэдиган[англ.], министр сельского хозяйства США (1991—1993), конгрессмен (1973—1991);
- Роберт Мэдиган[англ.], сенатор штата Иллинойс;
- Уильям Киперс Максвелл младший[англ.], автор. Действие его романа 1979 года "До скорого, до завтра[англ.] происходит в Линкольне;
- Келли Макэверс[англ.], журналист и корреспондент National Public Radio;
- Альберта Николс[англ.], композитор Бродвея, радио и фильмов 1920-х, 30-х и 40-х годов;
- Хельмут Ричард Нибур, выдающийся американский теолог, брат Рейнгольда Нибура;
- Рейнхольд Нибур, выдающийся американский теолог и автор Молитвы спокойствия[англ.], брат Хельмута Ричарда Нибура;
- Стелла Певснер[англ.], автор детской книги;
- Клиффорд Куизенберри[англ.], представитель штата Иллинойс;
- Рип Рэган[англ.], питчер MLB за «Цинциннати Редз»;
- Дик Райхл[англ.], аутфилдер MLB, Бостон Ред Сокс;
- Билл Сэмпен[англ.], бывший бейсбольный питчер Высшей лиги;
- Кевин Зайтцер[англ.], бывший игрок Высшей лиги бейсбола;
- Тони Семпл[англ.], бывший игрок Национальной футбольной лиги;
- Уиллис Шоу[англ.], сенатор штата Иллинойс;
- Джон Шлитт, солист христианской рок-группы Petra;
- Ларри Тэгг[англ.], рок-музыкант, автор песен, учитель и историк;
- Джон Тернер[англ.], представитель штата Иллинойс и судья;
- Эмиль Вербан[англ.], второй бейсмен MLB, выступавший за команды «Сент-Луис Кардиналс», «Филадельфия Филлис», «Чикаго Кабс» и «Бостон Брейвз»;
- Деннис Верт[англ.], первый бейсмен MLB в командах «Нью-Йорк Янкис» и «Канзас-Сити Роялс».